# 桂英昭
桂 英昭（かつらひであき、1952年 - ）は日本の建築家、熊本大学工学部環境システム工学科准教授。
福岡県北九州市生まれ。熊本県を中心に活躍。
第3代くまもとアートポリスアドバイザー。代表作に湯前まんが美術館がある。

## 経歴
福岡県生まれ。熊本大学大学院工学研究科建築学修士後、アメリカに渡りフロリダ大学大学院に留学。
帰国後は 熊本大学工学部教務助手などを経て、熊本大学工学部環境システム工学科准教授。
- 1952年 福岡県北九州市に生まれる
- 1979年 熊本大学工学部大学院 大学院工学研究科建築学修士
- 1980年 フロリダ大学大学院留学
- 1981年 熊本大学工学部教務助手
- 1982年 国立八代工業高等専門学校助手
- 1984年 国立八代工業高等専門学校講師
- 1988年 国立八代工業高等専門学校助教授
- 1991年 熊本大学工学部講師
- 1995年 九州大学工学部非常勤講師
- 2005年 くまもとアートポリスアドバイザーに就任

## 受賞歴
- 1983年 - R.M.HOUSE公開設計競技最優秀賞
- 1988年 - SDレビュー朝倉賞 (木魂館)

## 主な作品
- 1988年 - 木魂館 （熊本県）
- 1990年 - 球磨村ふるさと振興センター （熊本県）

球磨村森林組合情報処理センター （熊本県）
- 1992年 - 湯前まんが美術館 （熊本県）
- 1994年 - 球泉洞森の香房・バイオ館 （熊本県）

さかもと館 （熊本県）
北里バラン （熊本県）
荒瀬ダムボートハウス （熊本県）
- 1995年 - 電源開発豊肥地熱事業所 （熊本県）

ZOOTOPIA （熊本県）
- 1998年 - 小国町総合交流促進施設 （熊本県）

50M-櫟の森美術館 （熊本県）（熊本県）
- 2003年 - 特別養護老人ホーム「桜の里」 （熊本県）

## 著書
- 「熊本の町並み」桂英昭 （熊本開発研究センター） 1982/6
- 「図説-日本の町並み （12-南九州・沖縄編）」桂英昭 （第一法規） 1982
- 「ヴィジュアル版建築入門-5建築の言語」桂英昭 （彰国社） 2002/09 ISBN 4395221157
- 「風土・地域・身体と建築思考-14＋３の建築家との対話」桂英昭 （日刊建設通信新聞社） 1997/05 ISBN 4930738482